# Valeria Marini
Valeria Laura Virginia Marini, conocida como Valeria Marini (Roma, 14 de mayo de 1967) es una actriz, vedette y emprendedora italiana.

## Biografía
Valeria nace en Roma, de madre nacida en Cerdeña y padre en Roma, pero criado en Cagliari. La primera aparición cinematográfica de Valeria fue en 1987 en la película Cronaca nera. Posteriormente, debutó en teatro con la comedia I ragazzi irresistibili, en 1991. En 1992, debutó en televisión con el programa Luna di miele. En este programa, el director Pierfrancesco Pingitore se fijó en ella, eligiéndola para reemplazar a Pamela Prati en la serie anual Il Bagaglino, que consta de una serie de espectáculos de teatro transformados en programas de variedades de televisión. En 1996 es la protagonista de la película Bámbola de Bigas Luna. En 1997, presenta el Festival de la Canción de San Remo con Mike Bongiorno y Piero Chiambretti.
También ha actuado en varias películas y, en la década de 2000, comenzó su carrera como diseñadora de moda. En 2006, participó en el reality show Reality Circus. En 2010, fue copresentaora del programa de televisión I raccomandati, con Enzo Ghinazzi, Emanuele Filiberto y Georgia Luzi. Ese mismo año, actuó en una escena de Somewhere, dirigida por Sofia Coppola. En 2012 participó como concursante en la novena temporada de L'isola dei famosi, la versión italiana de Supervivientes. En 2014, actuó en la película Un ragazzo d'oro, dirigida por Pupi Avati. En 2015, participó como concursante en la tercera temporada de Notti sul ghiaccio. En 2016 y 2020, participó en la primera y cuarta temporadas de Grande Fratello VIP, la versión italiana de Gran Hermano VIP. En 2018 participó en la primera temporada de Temptation Island VIP. En 2021, da el salto a España, participando en Supervivientes 2021.